# Консепсьон, Бернабе
Бернабе Консепсьон (англ. Bernabe Concepcion; 10 января 1988; Вирак (провинция Катандуанес), Филиппины) — филиппинский боксёр-профессионал. Бывший претендент на титул чемпиона мира в полулёгкой весовой категории

## Профессиональная карьера
Дебютировал на профессиональном ринге 14 февраля 2004 года, победив по очкам Джорджа Зеррудо, для которого этот бой также был первым в карьере.

### Чемпионский бой соСтивом Луэвано
15 августа 2009 года вышел на бой за звание чемпиона мира в полулёгком весе против обладателя титула WBO Стива Луэвано. Бернабе был дисквалифицирован за удары после гонга, свидетельствовавшего об окончании седьмого раунда. При этом счёт на карточках судей был очень близким: один судья выставил - 67/66 в пользу Консепсьона, двое других - 67/66 в пользу Луэвано.
13 февраля 2010 года победил по очкам пуэрто-риканского боксёра Марио Сантьяго (98/91, 96/93, 97/92).

### Чемпионский бой соХуаном Мануэлем Лопесом
10 июля 2010 года Бернабе снова вышел на бой за титул WBO в полулёгком весе. На этот раз ему противостоял не имеющий поражений пуэрториканец Хуан Мануэль Лопес с рекордом 28-0 (25 KO). Лопес нокаутировал Консепсьона уже во 2-м раунде. В 1-м раунде боксёры по разу отправили друг друга в нокдаун. Этот раунд был признан "Раундом года" по версии журнала "Ринг".
10 марта 2012 года потерпел поражение техническим нокаутом в 7-м раунде в бою с Майки Гарсией.

## Семья
Есть младший брат - Бобби Консепсьон. Также профессиональный боксёр.

## Титулы
- Чемпион мира среди молодёжи во второй легчайшей весовой категории (WBC Youth, 2006-2007)
- Чемпион Северной Америки во второй легчайшей весовой категории (NABF, 2007-2008)
- Интернациональный чемпион в полулёгкой весовой категории (WBC International, 2009)
- Чемпион Континентальной Америки в полулёгкой весовой категории (WBC Continental Americas, 2011)
- Титул WBO Oriental во второй легчайшей весовой категории (2015)